# Simone Grippo
Simone Damiano Grippo (Ettingen, 12 dicembre 1988) è un ex calciatore svizzero, di ruolo difensore.

## Carriera

### Club
Cresciuto nel settore giovanile del Basilea, è stato mandato in prestito al Concordia Basilea, squadra di Challenge League svizzera, per la prima metà della stagione 2007-2008. Nel dicembre del 2007 il prestito viene prolungato fino al termine del campionato, nel quale disputa 25 partite, realizzando 4 reti.
Nell'estate del 2008 viene girato nuovamente in prestito, questa volta al Bellinzona, ma il 5 agosto viene acquistato a titolo definitivo dal Chievo Verona con cui esordisce in Serie A l'11 gennaio 2009 contro il Bologna. Dopo un'altra presenza nella massima serie, contro la Sampdoria, la formazione veronese lo cede in prestito nelle serie inferiori.
Il 2 febbraio 2009 passa al Piacenza in Serie B. Nei sei mesi agli ordini di Stefano Pioli è poco impiegato, e a fine stagione totalizza solamente 3 presenze. Il 31 agosto 2009 viene prestato al Lumezzane, in Lega Pro Prima Divisione. Disputa 17 partite e a fine stagione fa rientro al Chievo, che il 26 luglio 2010 lo gira nuovamente in Serie B al Frosinone. Con la formazione ciociara scende in campo 24 volte, ma non evita la retrocessione in Prima Divisione.
Il 3 febbraio 2012, dopo una prima parte di stagione senza presenze nel Chievo, si trasferisce in prestito al Lugano. Disputa 13 partite segnando un gol, contro il Wil. A fine stagione torna al Chievo Verona, che il 15 luglio lo cede a titolo definitivo al Servette. Fa il suo esordio con la squadra ginevrina il 29 luglio 2012 allo Stade de la Pontaise contro il Losanna. Chiude la stagione con 9 presenze nella massima serie svizzera e 2 presenze nei preliminari di Europa League. Dopo aver trascorso sei mesi senza squadra, firma un contratto che lo lega per un anno e mezzo al Vaduz.
Il 13 giugno 2017 si trasferisce al Real Saragozza.

### Nazionale
Ha giocato nelle nazionali giovanili svizzere Under-18, Under-19, Under-20 ed Under-21.

## Palmarès

### Club

#### Competizioni nazionali
- Coppa Svizzera: 1

Basilea: 2006-2007
- Coppa Italia Lega Pro: 1

Lumezzane: 2009-2010
- Coppa del Liechtenstein: 3

Vaduz: 2014-2015, 2015-2016, 2016-2017